# Miguel González Pérez
Miguel González Pérez (Santa Cruz de la Palma, 1927. április 27. – Madrid, 2021. július 6.) válogatott spanyol labdarúgó, csatár, edző.

## Pályafutása

### Klubcsapatban
1943–44-ben a Mensajero, 1944 és 1947 között az Iberia, 1947 és 1949 között a Victoria labdarúgója volt. 1949-ben igazolta le az Atlético Madrid. 1951–52-ben kölcsönben a Real Oviedo csapatában szerepelt. Az Atlético együttesével két bajnoki címet és egy spanyolkupa-győzelmet ért el. 1960 és 1963 között a Real Zaragoza, 1963–64-ben a Real Murcia játékosa volt.

### A válogatottban
1953 és 1958 között 15 alkalommal szerepelt a spanyol válogatottban és két gólt szerzett.

### Edzőként
1968–69-ben az Atlético Madrid, 1969-ben a Real Betis, 1970–71-ben a Hércules, 1972–73-ban a Getafe Deportivo vezetőedzője volt.

## Sikerei, díjai
Atlético Madrid
- Spanyol bajnokság
  - bajnok (2): 1949–50, 1950–51
- Spanyol kupa
  - győztes: 1960